# Smetana (kráter)
Smetana je starý rozlehlý kráter na planetě Merkur. Jeho střední souřadnice činí 48,2° jižní šířky a 70,0° západní délky. Má průměr 190 kilometrů a je od roku 1985 pojmenovaný Mezinárodní astronomickou unií po českém hudebním skladateli Bedřichu Smetanovi. Ve středu jeho nerovného dna se nachází menší kráter, další krátery lze nalézt i jinde uvnitř Smetany. Nejvýraznější z nich je impaktní kráter s malým centrálním vrcholkem dotýkající se severozápadního okrajového valu. Jihovýchodní val je narušen atypickým útvarem složeným ze dvou soustředných kráterů.
Severně od kráteru leží zlom Astrolabe Rupes. Západně leží kráter Ghiberti, východně pak Bramante.